# Carlo Perosi

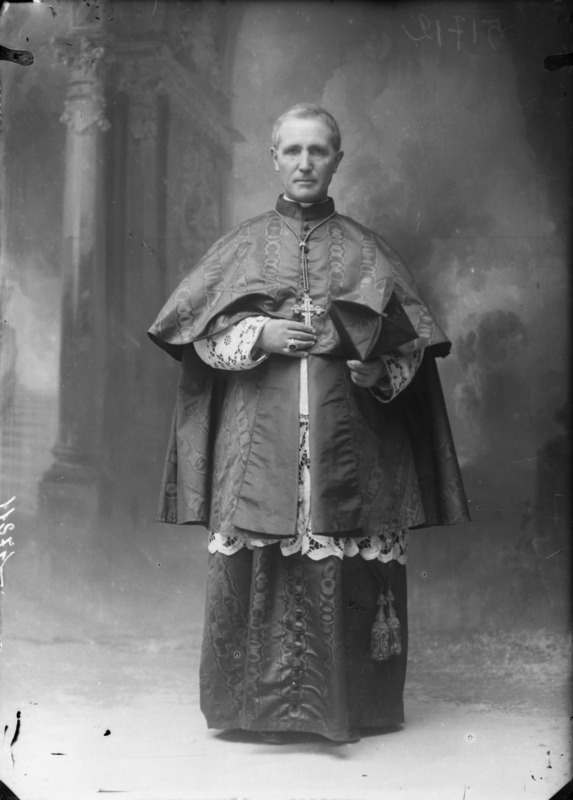
Carlo Kardinal Perosi

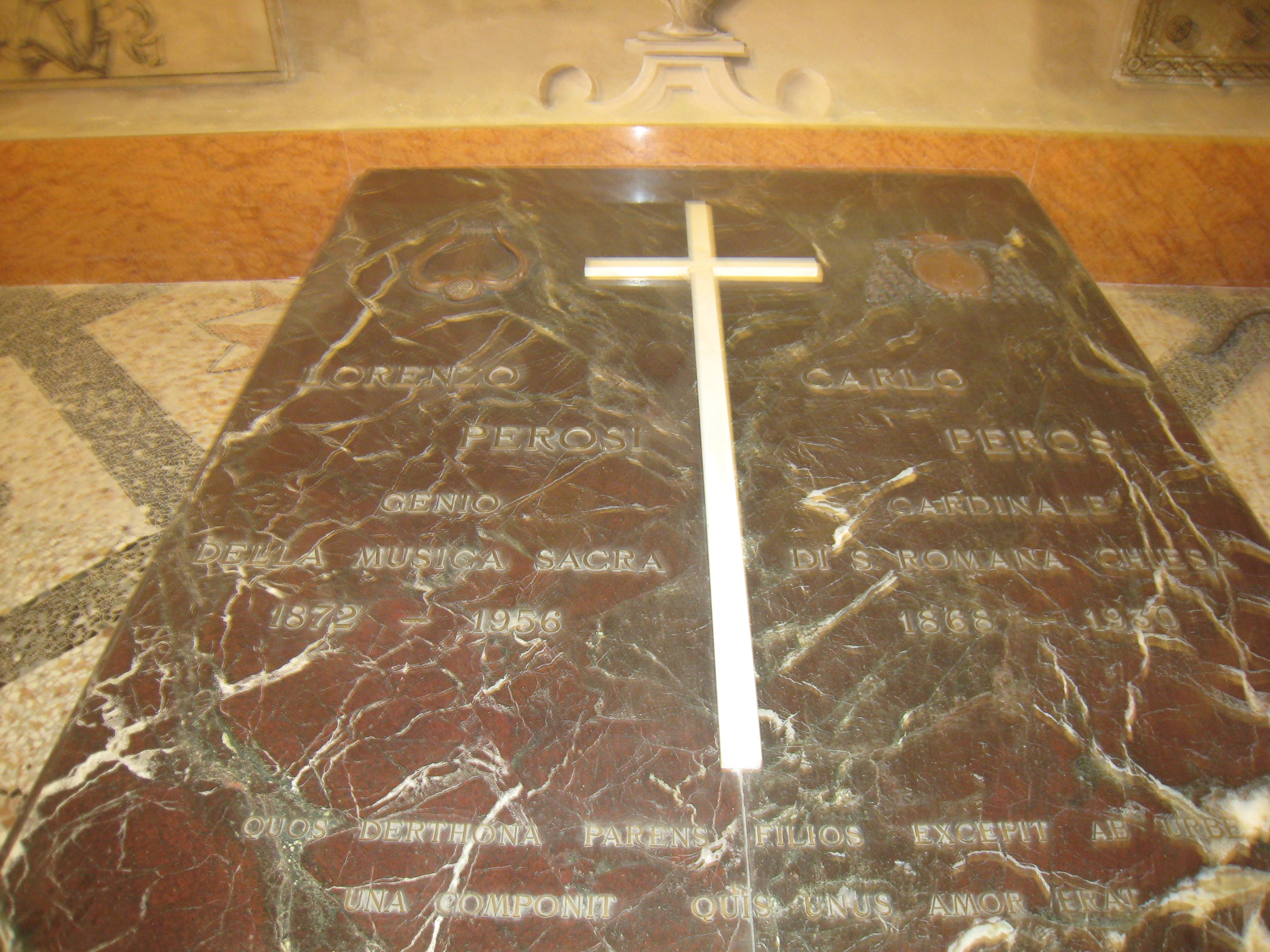
Gemeinsame Grablege des Kardinals und des ihm verwandten Komponisten Lorenzo Perosi im Dom von Tortona

Carlo Kardinal Perosi (* 18. Dezember 1868 in Tortona, Provinz Alessandria, Italien; † 22. Februar 1930 in Rom) war ein Kurienkardinal der römisch-katholischen Kirche.

## Leben
Carlo Perosi studierte in Tortona und Rom die Fächer Katholische Theologie und Philosophie. Er empfing am 8. November 1891 das Sakrament der Priesterweihe und wurde nach weiterführenden Studien im Jahre 1894 Gemeindeseelsorger und Subregens des Seminars in Tortona. 1902 wurde er zum Professor der Kirchengeschichte an der Päpstlichen Universität Urbaniana in Rom ernannt, doch Perosi wollte seine Heimatdiözese nicht verlassen. 1904 ernannte ihn Papst Pius X. schließlich zum Konsultor der Konzilskongregation. 
1907 erhielt er den päpstlichen Auftrag zur Visitation der Seminare Siziliens und die Ernennung zum Päpstlichen Hausprälaten. Ab 1908 arbeitete er für die Konsistorialkongregation der Kurie, im Januar 1915 wurde Perosi Konsultor des Heiligen Offiziums. 1917 wurde er Kanoniker der Patriarchalbasilika San Pietro in Vaticano. 
Papst Pius XI. nahm Carlo Perosi am 21. Juni 1926 als Kardinaldiakon mit der Titeldiakonie Sant’Eustachio in das Kardinalskollegium auf und ernannte ihn zum Pro-Sekretär der Konsistorialkongregation. Am 1. November 1928 wurde Kardinal Perosi Sekretär der Konsistorialkongregation.
Er starb am 22. Februar 1930 in Rom und wurde zunächst auf dem dortigen Friedhof Campo Verano beigesetzt. 1959 wurde der verstorbene Kardinal Perosi in die Kathedrale seiner Heimatstadt Tortona umgebettet.
Kardinal Perosi war ein Bruder des Komponisten Lorenzo Perosi (1872–1956), der unter anderem den Chor der Sixtinischen Kapelle leitete.